# Sjors Röttger
Johannes Jacobus (Sjors) Röttger (Winterswijk, 29 juli 1955) is een Nederlandse sportbestuurder, voormalig handballer en handbaltrainer. Sinds november 2021 is Röttger technisch directeur van het Nederlands Handbal Verbond.

## Biografie
Als handbalspeler kwam Röttger uit voor het eerste team van Swift Arnhem, hierna heeft hij zich gefocust op het trainersvak. Hij trainde teams zoals Udi, Swift, Reehorst, Achilles Apeldoorn (interim), AAC, het damesteam van HC Westland en het herenteam van HV Aalsmeer.
Röttger was van 2003 tot 2008 bondscoach van het vrouwenteam, waarmee hij in 2005 zijn grootste succes behaalde; de vijfde plaats op het wereldkampioenschap. Van 2000 tot 2002 was hij bondscoach van de mannen.
Ook was hij technisch directeur van het Nederlands Handbal Verbond van 2008 tot 2010. Dezelfde functie vervulde hij van mei 2012 tot april 2017. In april 2017 werd Röttger algemeen directeur van het Nederlands Handbal Verbond. Deze functie heeft hij tot december 2021 uitgeoefend. Röttger werd door Jaap Wals opgevolgd. Alhoewel Röttger zijn pensioensleeftijd had gehaald, bleef hij aan als technisch directeur bij het NHV.
Tevens was hij jarenlang in dienst bij het ministerie van Defensie als sportofficier.